# Монака I (Беневенто)
Монака I је насеље у Италији у округу Беневенто, региону Кампанија.
Према процени из 2011. у насељу је живело 22 становника. Насеље се налази на надморској висини од 536 м.